# 7533 Seiraiji
7533 Seiraiji eller 1995 UE6 är en asteroid i huvudbältet som upptäcktes den 25 oktober 1995 av de båda japanska astronomerna Takeshi Urata och Yoshisada Shimizu vid Nachi-Katsuura-observatoriet. Den är uppkallad efter det japanska templet Seiraiji.
Asteroiden har en diameter på ungefär 11 kilometer.